# Neues Schloss Jevišovice
Das Neue Schloss Jevišovice befindet sich in Jevišovice im Okres Znojmo in Tschechien.

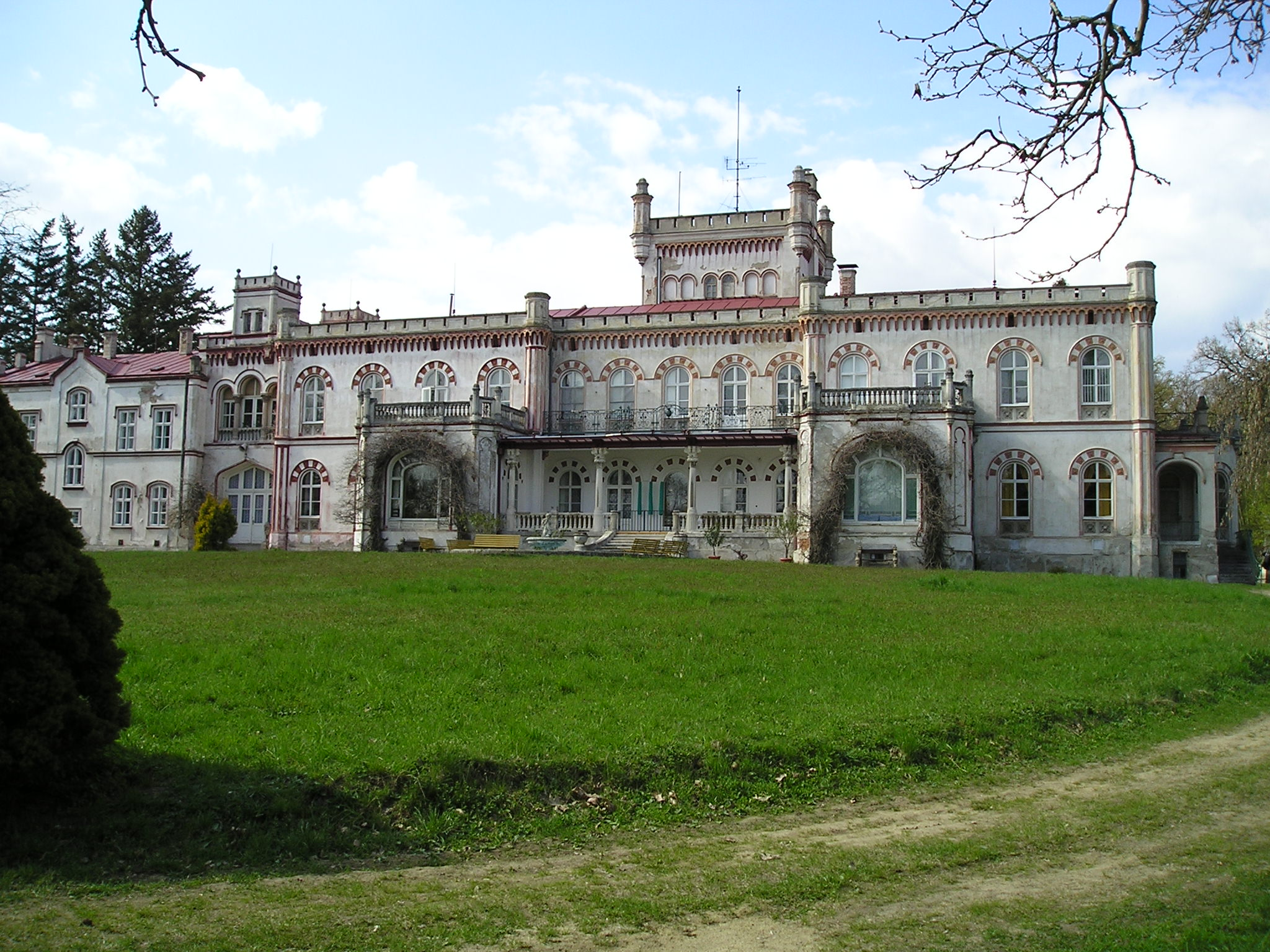
Neues Schloss in Jaispitz/Jevišovice

## Geschichte
1680 ließ sich der Besitzer der Herrschaft Jaispitz Jean-Louis Raduit de Souches am südöstlichen Rand von Jaispitz ein hölzernes Jagdschlösschen errichten. 1743 erwarben die Grafen Ugarte das Schloss, zu seinen Besitzern gehörte u. a der mährische Landeshauptmann Alois Graf Ugarte. Nach dem Tod ihres Bruders Maximilian Ugarte teilten seine Schwestern Gabriela Locatelli und Anna Baltazzi 1879 den Besitz.
Karl Graf Locatelli ließ noch im selben Jahr an Stelle des alten barocken Jagdschlösschens im Tiergarten ein neues Schloss im neogotischen Stil errichten. Umgeben wird das Schloss von einem englischen Park, in dem sich Plastiken des Bildhauers Lorenzo Mattielli aus dem Kloster Louka befinden.
Weitere Besitzer des Schlosses waren Franz Kunz und Ignaz Trellinger, die es 1897 an den Wiener Bankier und Grossgrundbesitzer Robert Simon Freiherr Biedermann von Túrony (ein Enkel von Michael Lazar Biedermann, 1849–1920) verkauften, der kurz zuvor auch das Alte Schloss von Anna Baltazzi erworben hatte. Letzte Besitzer vor dem Zweiten Weltkrieg war die Familie Larisch-Mönnich, die nach Kriegsende enteignet wurde. Heute dient das Bauwerk als Altersheim.